# Битка при Амния
Битката при Амния (на латински: Amnia) се състои през края на 89 и началото на 88 пр.н.е. на река Амния в Мала Азия между Митридат VI от Понт и Витиния и е първата битка през Първата Митридатова война (88 или 89 – 85 пр.н.е.).
Войската на Понт се командва от Архелай и Неоптолем, тази на Витиния от Никомед IV, който през 88 пр.н.е. напада Понт с 50 000 души пехота и 6000 души кавалерия по заповед на римския Сенат. Завършва с победа на понтийците.
Маний Аквилий (от делегацията до Мала Азия през 88 пр.н.е.) се скрива в Пергамон, където е заловен и убит от Митридат VI.